# Коряки (село)
Коряки (рос. Коряки) — село у Єлізовському районі Камчатського краю Російської Федерації.
Населення становить 2735 (2010) осіб. Входить до складу муніципального утворення Корякське сільське поселення.

## Історія
Від 1949 року належить до Єлізовського району. До 1 червня 2007 року у складі Камчатської області, відтак у складі Камчатського краю. Згідно із законом від 29 грудня 2004 року органом місцевого самоврядування є Корякське сільське поселення.

## Населення
| 1926 | 2002  | 2007  | 2010  |
| ---- | ----- | ----- | ----- |
| 122  | ↗2862 | ↗2952 | ↘2735 |